# Meristogenys penrissenensis
Espèce
Meristogenys penrissenensis est une espèce d'amphibiens de la famille des Ranidae.

## Répartition
Cette espèce est endémique de l'État du Sarawak en Malaisie orientale sur l'île de Bornéo. Elle se rencontre entre 60 et  870 m d'altitude sur le mont Penrissen et la Taman Rekreasi Ranchan Serian.

## Étymologie
Son nom d'espèce, composé de penrissen et du suffixe latin -ensis, « qui vit dans, qui habite », lui a été donné en référence au lieu de sa découverte, le mont Penrissen dans l'ouest de l'État du Sarawak.

## Publication originale
- Shimada, Matsui, Nishikawa & Eto, 2015 : A new species of Meristogenys (Anura: Ranidae) from Sarawak, Borneo. Zoological Science, Tokyo, vol. 32, no 5, p. 474–484.